# 페르세우스자리 은하단
페르세우스자리 은하단(Perseus cluster of galaxies)은 페르세우스자리에 있는 은하단이다. 190여개의 은하가 모여 있고, 2억 3500만 광년 거리에 있으며, 중심부에 초거대 타원은하를 가지고 있다. 많은 전파원(폭발하는 은하의 증거)과 고에너지의 은하단간 가스를 풍부하게 포함하고 있으며, 구성은하들은 서로에 대해 매우 빠른 속도로 움직이고 있어 이 은하단의 나이가 오래 되었음을 말해준다.

## 분류
- 에이벨 천체 목록(Abell catalogue)